# Forshaga kraftverk
Forshaga kraftverk är det sista av nio kraftverk i Klarälven innan Vänern. Fallhöjden på älven vid forsen är cirka fyra och en halv meter och kraftverket i Forshaga levererar 6,6 Megawatt (MW). Det ursprungliga kraftverket byggdes 1916 . Det nuvarande kraftverket byggdes på 1950-talet och renoverades 2017.